# Wongan-Balidu Shire
Koordinaten: 30° 53′ S, 116° 43′ O

Das Shire of Wongan-Ballidu ist ein lokales Verwaltungsgebiet (LGA) im australischen Bundesstaat Western Australia. Das Gebiet ist 3369 km² groß und hat etwa 1300 Einwohner (2016).
Wongan-Ballidu liegt im westaustralischen „Weizengürtel“ im Westen des Staates etwa 145 Kilometer nordöstlich der Hauptstadt Perth. Der Sitz des Shire Councils befindet sich in der Ortschaft Wongan Hills, wo etwa 720 Einwohner leben (2016).

## Verwaltung
Der Wongan-Ballidu Council hat elf Mitglieder. Sie werden von allen Bewohnern der LGA gewählt. Wongan-Ballidu ist nicht in Bezirke unterteilt. Aus dem Kreis der Councillor rekrutiert sich auch der Ratsvorsitzende und Shire President.